# Farliga drömmar (film)
Farliga drömmar är en svensk kriminalfilm från 2013 i regi av Molly Hartleb. Filmen bygger på Maria Langs roman med samma namn och är den femte av sex Lang-filmatiseringar från 2013. I de ledande rollerna ses Ola Rapace, Tuva Novotny och Linus Wahlgren.

## Handling
Puck börjar arbeta som stenograf åt nobelpristagaren i litteratur, Andreas Hallman. En dag dör Hallmans son, men frågan är om han dog en naturlig död. En kort tid senare dör även Hallman och denna gången råder inga tvivel om att det är mord. Efterhand nystas en förgiftningshistoria upp. Puck blir utsatt för flera mordförsök. I sista stund lyckas kommissarie Christer Wijk få hela bilden klar för sig och räddar livet på den medvetslösa Puck.

## Rollista
- Ola Rapace – Christer Wijk
- Tuva Novotny – Puck
- Linus Wahlgren – Eje
- Vera Vitali – Ylva Hallman
- Simon J. Berger – Kåre Hallman
- Claes Ljungmark – Andreas Hallman
- Hanna Alström – Cecilia Hallman
- Joel Spira – Jon Hallman
- Björn Andersson – Ahlgren
- Peter Carlberg – Gregor Isander
- Ia Langhammer – Ingbritt
- Siw Erixon – Björg Hallman
- Elisabet Sverlander – Ann-Louise

## Om filmen
Farliga drömmar producerades av Renée Axö för Pampas Produktion AB. Den spelades in efter ett manus av Jonna Bolin-Cullberg och Charlotte Orwin med Andréas Lennartsson som fotograf. Filmen klipptes av Tomas Beije. Musiken komponerades av Karl Frid och Pär Frid. Filmen är en direkt till DVD-produktion och släpptes den 6 november 2013.

## Mottagande
Moviezine gav filmen betyget 3/5. Recensenten Jonna Vanhatalo Birro ansåg att filmen var mer spännande än föregångarna i serien och berömde Hartlebs regi. Hon tyckte också att birollerna var trovärdiga och berömde Vera Vitalis och Simon J. Bergers skådespeleri. Hon var kritisk till manuset som hon menade borde ha gått "några korrekturvändor till".